# Lithuania propria

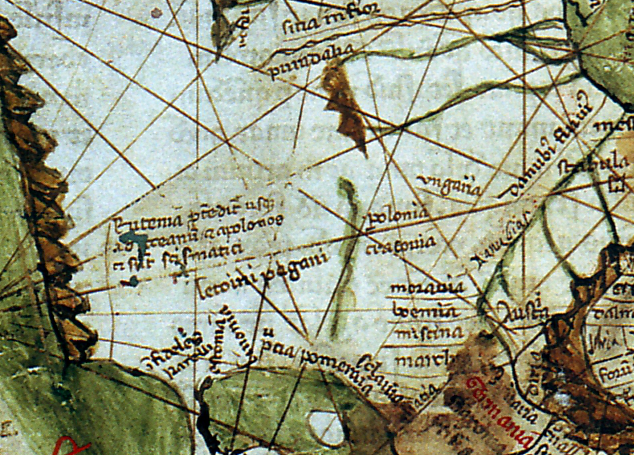
Lituania pe „Mappa mundi” a lui Pietro Vesconte (1321). El a notat pe hartă Letvini pagani lituanieni păgâni.

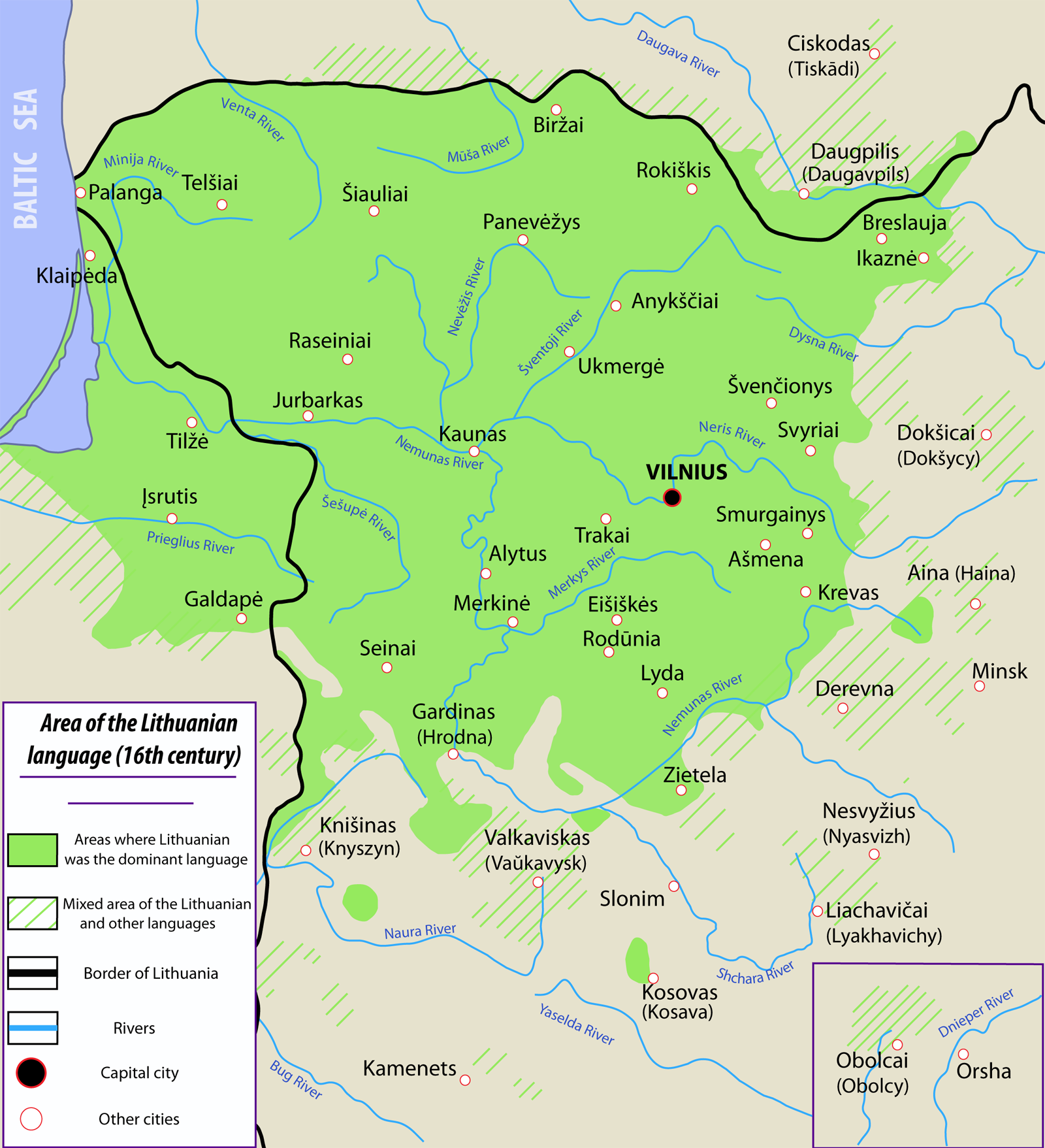
Aria de răspândirea a limbii lituaniene în secolul al XVI-lea

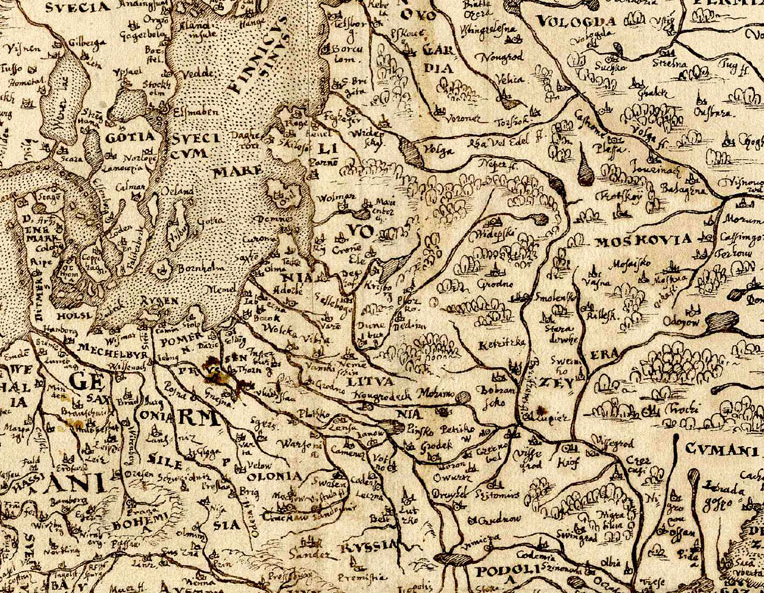
Lituania pe o hartă din 1570

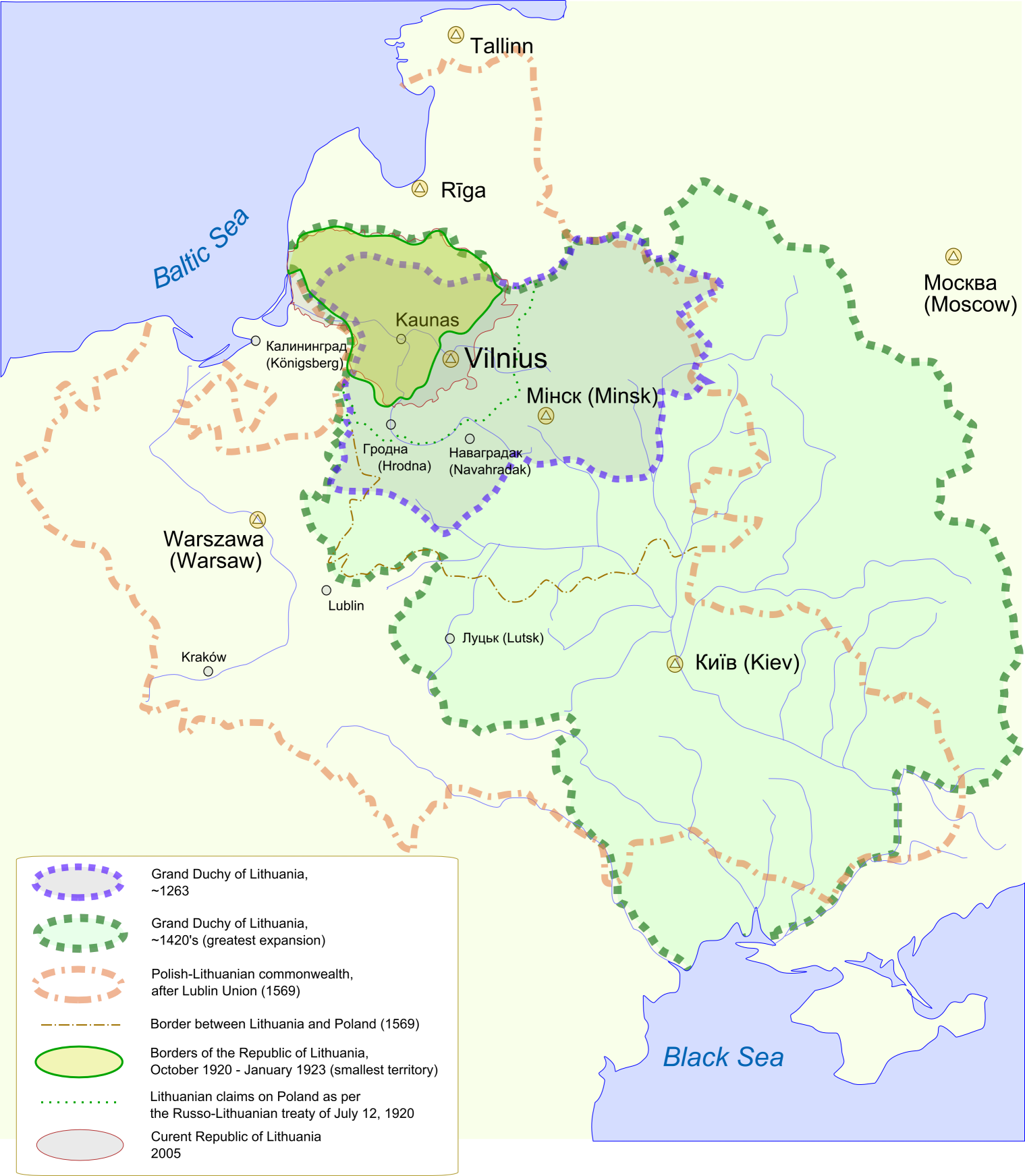
Harta evoluției teritoriale a Lituaniei din secolul al XIII-lea până în prezent

Lithuania propria (din latină se traduce ad-litteram ca: „Lituania originală” sau „Lituania propriu-zisă”; în lituaniană Didžioji Lietuva, Lituania Mare; în idiș ליטע, Lite) se referă la o regiune care a existat în cadrul Marelui Ducat al Lituaniei, unde a fost vorbită limba lituaniană. Lithuania propria definește în principal Ducatul Lituaniei, un teritoriu în jurul căruia a evoluat Marele Ducat al Lituaniei. Teritoriului i se poate urmări evoluția prin intermediul istoriei parohiilor creștine catolice înființate în teritoriile ocupate de populațiile baltice păgâne, după creștinarea Lituaniei din 1387. Lithuania Propria este considerată tot timpul deosebită de teritoriile rutene, atât prin limbă, cât și prin credință. Termenul latinesc Lithuania propria a fost folosit pe scară largă în Evul Mediu și a putut fi găsit pe numeroase hărți istorice până la Primul Război Mondial.
Lithuania propria este uneori numită Lithuania Major (Lituania Mare), în special în contrast cu Lithuania Minor (Lituania Mică).

## Evoluția denumirii

### Înainte de Marele Ducat al Lituaniei
Istoricii desemnează Lithuania propria (sau Țara Lituaniei în sens restrâns) ca o țară lituaniană care exista înainte de fondarea Marelui Ducat al Lituaniei, aflată în apropierea „Țărilor”  Nalšiei ,  Deltuvei și  Upytei. Istoricul polonez Henryk Łowmiański afirmă că Lithuania propria a fost nucleul viitorului Voievodat Trakai dintre râurile Nemunas, Neris și Merkys. Tomas Baranauskas consideră că Lithuania propria era regiunea din jurul localității Așmianî, care în acea perioadă era locuită de etnici lituanieni, acest teritoriu aflându-se în zile noastre în Belarus. Pe de altă parte, scriitorul și istoricul belarus Mikola Ermalovich afirmă (concluziile sale sunt puse la îndoială de alți istorici ) că așa-numită „Lituanie a letopisețelor” (belarusă Летапiсная Лiтва Letapisnaia Litva) s-a aflat în regiunea cursului superior al râului Neman,, teritoriu care se află în Belarusul zilelor noastre. 

### În cadrul Marelui Ducat al Lituaniei
Istoricii utilizează deseori termenul Lithuania propria referindu-se la teritoriile locuite de etnicii lituanieni , pentru ca să le deosebească de teritoriile controlate de Marele Ducat al Lituaniei și locuite de ruteni, (înaintașii belarușilor și ucrainenilor),  ruși, polonezi, evrei și membrii altor grupuri etnice. Din punct de vedere administrativ, acest teritoriu era acoperit de Voievodatul Vilnius, Voievodatul Trakai și Ducatul Samogiției. 
Această împărțire a continuat și după ce teritoriul Uniunii statale polono-lituaniane a fost împărțită între vecinii. După acest eveniment istoric, Marele Ducat al Lituaniei a fost împărțit din punct de vedere administrativ în Samogitia, Lithuania Propria și Rutenia.

### Partea răsăriteană a Lithuania propria
Timp de mai multe secole, regiunile răsăritene și sudice ale teritoriului cunoscut ca „Lithuania proper”, cele care au fost în contact cu Rutenia și Polonia, deși au fost inițial locuite de etnicii lituanieni, au fost treptat rutenizate, polonizate și rusificate, iar teritoriul în care se vorbea limba lituaniană se redus în mod corespunzător. Părțile răsăritene ale Lihtuania propria au suferit pierderi uriașe de populație în timpul  „Potopului” (ocuparea teritoriului Uniunii de către suedezi),  Marelui Război al Nordului și al ciumei din 1710–1711. Imigrația ulterioară a rutenilor și a polonezilor în aceste teritorii a accelerat procesul de modificare a compoziției etnice a regiunii. A urmat un impuls semnificativ pentru denaționalizarea lituanienilor după ce Lituania a devenit parte a Imperiului Rus și, mai ales, după tipărirea cărților în limba lituaniană cu caractere latine a fost interzisă în 1864. Procesul a continuat în perioada în care regiunea a fost controlată de a Doua Republică Poloneză, când școlile cu predare în limba lituaniană și bibliotecile cu carete lituaniană au fost închise, iar mai târziu, când a fost ocupată de Uniunea Sovietică, când în regiune nu a funcționat nicio școală în lituaniană. 
În prezent, au rămas „insule” importante de ale persoanelor vorbitoare de lituaniană în estul și sudul Lithuania propria (Regiunea Grodno  din vestul Belarusului și Voievodatul Suwałki din nordul Poloniei]]. Un număr semnificativ de oameni care au ca limbă maternă belarusa continuă în zilele noastre să se definească din punct de vedere etnic ca lituanieni.

### Tendințele din zilele noastre
La sfârșitul Primului Război Mondial, Consiliul Lituaniei a proclamat un reînființarea statului independent lituanian în teritoriile locuite de etnicii lituanieni. După negocierile cu Rusia bolșevică, o mare parte din Lithuania propria a fost recunoscută de  sovietici ca parte a Republicii Lituaniene prin semnarea Tratatului sovieto-lituanian din 1920. Unele dintre aceste teritorii au fost, însă, revendicate de Polonia. Acest lucru a dus la o serie de conflicte militare și, în cele din urmă, la  război.
În 1943, Antanas Smetona (care se afla în acel an în exil) a început să lucreze la un studiu, "Lithuania Propria". Cartea a fost dedicată istorie teritoriilor lituaniene mai înainte de polonizarea, rusifcarea și germanizarea lor, ca o contribuție la fundamentarea unei revendicări asupra unor teritorii nereturnate în timpul negocierilor care au urmat încheierii primei conflagrații mondiale. Opera sa a rămas neterminată și, pentru o lungă perioadă de timp, a fost disponibilă doar ca manuscris și a fost practic necunoscută contemporanilor.

În zilele noastre, Lituania nu mai are nicio pretenție teritorială în relație cu vecinii.